# Didier Flament
Pour les articles homonymes, voir Flament.
Didier Flament, né le 4 janvier 1951 à Tourcoing, est un escrimeur français.

## Biographie
Didier Flament pratique l'escrime depuis le collège.
Membre de l'équipe de France de fleuret, il est à plusieurs reprises médaillé lors des Jeux olympiques  et des Championnats du monde. Il est ensuite professeur et directeur de l'UFR de Service Universitaire des Activités Physiques et Sportives (SUAPS) à l'Université Lille III Charles de Gaulle, à Villeneuve d'Ascq. Il figure parmi les fondateurs de l'association Les Gentilshommes de la Brette, .

## Palmarès

### Jeux olympiques
- Médaille d'or au fleuret par équipe aux Jeux olympiques d'été de 1980 à Moscou aux côtés de Philippe Bonnin, Bruno Boscherie, Frédéric Pietruszka et Pascal Jolyot.
- Médaille de bronze au fleuret par équipe aux Jeux olympiques d'été de 1976 à Montréal aux côtés de Frédéric Pietruszka, Christian Noël, Daniel Revenu et Bernard Talvard.

### Championnats du monde
- Champion du monde au fleuret individuel en 1978
- Vice-champion du monde de fleuret par équipe en 1978.
- Vice-champion du monde de fleuret par équipe en 1982.
- Médaille de bronze au fleuret par équipe en 1974.

### Championnats de France
- Champion de France en 1980

### Autres
- Vainqueur de la Coupe du monde en 1978
- Vainqueur du fleuret individuel aux Jeux méditerranéens de 1979 disputés à Split.
- Vainqueur de la Coupe d'Europe des clubs en 1982